# برايان ويك
برايان ويك (بالإنجليزية: Brian Wake)‏ هو لاعب كرة قدم بريطاني في مركز الهجوم، ولد في 13 أغسطس 1982 في ستوكتون أون تيز ‏ في المملكة المتحدة. لعب مع نادي أوسترسوند ونادي سكاربورو ونادي غرينوك مورتون ونادي غيتزهد ونادي كارلايل يونايتد وهاميلتون أكاديميكال.

## وصلات خارجية
- برايان ويك على موقع اتحاد السويد (السويدية)
- برايان ويك على موقع قاعدة بيانات كرة القدم.إي يو (الإنجليزية)
- برايان ويك على موقع Soccerbase.com (لاعب) (الإنجليزية)
- برايان ويك على موقع Soccerway.com (الإنجليزية)